# Lijst van ministers van Sport in de Franse Gemeenschap
Dit is een lijst van ministers van Sport in de Franse Gemeenschapsregering.

## Lijst
| Nr. | Minister | Minister                      | Partij | Partij | Begin             | Einde             | Regering(en)       |
| --- | -------- | ----------------------------- | ------ | ------ | ----------------- | ----------------- | ------------------ |
| 1   |          | Jean-Pierre Grafé (1932-2019) |        | PSC    | 2 februari 1988   | 7 januari 1992    | Moureaux II, Féaux |
| 2   |          | Éric Tomas (1948)             |        | PS     | 6 mei 1993        | 21 juni 1995      | Onkelinx I         |
| (1) |          | Jean-Pierre Grafé (1932-2019) |        | PSC    | 21 juni 1995      | 11 december 1996  | Onkelinx II        |
| 3   |          | William Ancion (1941)         |        | PSC    | 11 december 1996  | 13 juli 1999      | Onkelinx II        |
| 4   |          | Robert Collignon (1943)       |        | PS     | 13 juli 1999      | 4 april 2000      | Hasquin            |
| 5   |          | Rudy Demotte (1963)           |        | PS     | 4 april 2000      | 15 juli 2003      | Hasquin            |
| 6   |          | Christian Dupont (1947)       |        | PS     | 15 juli 2003      | 19 juli 2004      | Hasquin            |
| 7   |          | Claude Eerdekens (1948)       |        | PS     | 19 juli 2004      | 20 juli 2007      | Arena              |
| 8   |          | Michel Daerden (1949-2012)    |        | PS     | 20 juli 2007      | 16 juli 2009      | Arena, Demotte I   |
| 9   |          | André Antoine (1960)          |        | cdH    | 16 juli 2009      | 22 juli 2014      | Demotte II         |
| 10  |          | René Collin (1958)            |        | cdH    | 22 juli 2014      | 11 april 2016     | Demotte III        |
| 11  |          | Rachid Madrane (1968)         |        | PS     | 11 april 2016     | 17 september 2019 | Demotte III        |
| 12  |          | Valérie Glatigny (1973)       |        | MR     | 17 september 2019 | 13 juli 2023      | Jeholet            |
| 13  |          | Pierre-Yves Jeholet (1968)    |        | MR     | 19 juli 2023      | 16 juli 2024      | Jeholet            |
| 14  |          | Jacqueline Galant (1974)      |        | MR     | 16 juli 2024      | heden             | Degryse            |